# Olympische Sommerspiele 1988/Teilnehmer (Belize)
| Gelbes Symbol für Goldmedaillen mit stilisierten Olympischen Ringen | Graues Symbol für Silbermedaillen mit stilisierten Olympischen Ringen | Braundes Symbol für Bronzemedaillen mit stilisierten Olympischen Ringen |
| ------------------------------------------------------------------- | --------------------------------------------------------------------- | ----------------------------------------------------------------------- |
| —                                                                   | —                                                                     | —                                                                       |

Belize nahm an den Olympischen Sommerspielen 1988 in Seoul, Südkorea, mit einer Delegation von zehn Sportlern (allesamt Männer) teil.

## Teilnehmer nach Sportarten

### Leichtathletik
- Carlton Usher
400 Meter: Vorläufe
- Ian Gray
5000 Meter: Vorläufe
- Eugène Muslar
Marathon: 79. Platz
- Polin Belisle
Marathon: 98. Platz
- Devon Hyde
Dreisprung: 39. Platz in der Qualifikation

### Radsport
- Fitzgerald Joseph
Straßenrennen, Einzel: DNF
Straßenrennen, Mannschaft: DNF
- Michael Lewis
Straßenrennen, Einzel: DNF
Straßenrennen, Mannschaft: DNF
- Earl Theus
Straßenrennen, Einzel: DNF
Straßenrennen, Mannschaft: DNF
- Charles Lewis
Straßenrennen, Mannschaft: DNF
- Paul Réneau
Sprint: 2. Runde